# Z6 Theodor Riedel
Z6 «Теодо́р Рі́дель» (нім. Z6 Theodor Riedel) — військовий корабель, ескадрений міноносець типу 1934A Кріґсмаріне за часів Другої світової війни.
Есмінець Z6 «Теодор Рідель» був закладений 18 липня 1935 року на верфі DeSchiMAG у Бремені, 22 квітня 1936 року спущений на воду, а 2 липня 1937 року введений до складу військово-морських сил Третього Рейху.

## Будова корабля

### Дизайн та конструкція
Корпус Z6 «Теодор Рідель» мав загальну довжину між перпендикулярами — 119 м, бімс — 11,31 м та осадку до 4,23 м. Водотоннажність бойового корабля становила: стандартна — 2171 та повна — 3110 довгих тонн відповідно. По бортах і днищу з носа до корми йшли безперервні стрингери, з'єднані зі шпангоутами. Майже 2/5 займав півбак. Висота борту над водою по форштевню доходила до 5 метрів. Форштевень був практично вертикальним і тільки нагорі трохи закруглявся. Корма у есмінця була транцевою, закругленою з дуже характерним для німецьких міноносців тунельним підводним пристроєм. Товщина сталевих листів для обшивки корпусу корабля була від 6 до 11 мм, а палубна — до 13 мм. Для скріплення сталевих листів використовувалося зварювання, завдяки цьому Z6 «Теодор Рідель» був суцільнозварним.
Головна енергетична установка становила два триколекторні парових турбіни Wagner з горизонтальними пароперегрівниками й підігрівачами повітря, кожний приводив у дію один ґвинт. На есмінці встановлювалися шість котлів Benson у трьох котельних відділеннях — кормовому, носовому і середньому, які розташовувалися по бортах без поздовжньої перебірки. У носовому котельному відділенні були розміщені котли «малого» типу, які були меншого розміру і паропродуктивності. Робочий тиск пару — 70 атм., температура — 175 °С, і забезпечувала ефективність при повному навантаженні 78 %.
Проєктна потужність становила 69 000 к.с., що мало забезпечити максимальну швидкість ходу (при повному навантаженні) в 36,4 вузла (68 км/год). Запас палива зберігався в паливних танках, ємністю 752 тонни мазуту, що забезпечувало дальність плавання 4400 миль (8100 км) 19-вузловим ходом (35 км/год). Ефективна дальність дії Z6 «Теодор Рідель» становила лише 1530 миль (2380 км) на цій швидкості.
Екіпаж корабля становив 10 офіцерів та 315 матросів.

### Озброєння
Корабельна артилерія головного калібру (ГК) есмінця Z6 «Теодор Рідель»: п'ять 127-мм корабельних гармат SKC/34 компанії Rheinmetall-Borsig з довжиною ствола 45 калібрів у поодиноких штирових установках LC/34. Загальна маса установки становила 10 220 кг, з яких 1870 кг припадало на бронещит завтовшки 8 мм. Гарматні установки розташовувалися на кораблі лінійно. Дві перших гармати розміщувалися лінійно в носовій частині на узвишші. Третя — перед кормовою надбудовою. Дві останніх у кормовій частині есмінця також розміщувалися лінійно на узвишші. Кут обстрілу для гармат, що стояли по краях, становив 240 °, а для гармати № 3 — від 30 ° до 150 ° на кожен борт. Максимальний кут піднесення +30°, зниження на −10°. Маса снаряда 28 кг, початкова швидкість — 830 м/с, на дальність — до 17 400 м. Гармати мали швидкострільність 15—18 пострілів на хвилину. Боєзапас становив 120 пострілів на ствол (фактично вистачало на 7—10 хвилин бою).
Основу зенітного озброєння становили дві спарені 37-мм напівавтоматичні зенітні гармати SKC/30 з довжиною ствола 80 калібрів. Гармати в установках Dopp. LC/30 (Doppellafette С/30), стабілізовані в трьох площинах, розміщувалися на майданчиках біля другої димової труби. Теоретична швидкострільність досягала 80 пострілів на хвилину, але в реальних бойових умовах ледве досягала 30—40 пострілів на хвилину, а іноді ще й менше. Вертикальне наведення: −9 — +85°. Дальність стрільби — 8,5 км, досяжність повітряної цілі по висоті — 6 800 м.
Також на борту Z6 «Теодор Рідель» розміщувалися шість 20-мм автоматична зенітна гармата FlaK 30 C/30 з довжиною ствола 65 калібрів. Гармати розташовувалися парами на півбак з боків гармати головного калібру № 2, з боків шлюпочних кранів і на кормовій надбудові між гарматами № 3 і № 4. Скорострільність — 120 пострілів на хвилину. Однак магазин був всього на 20 пострілів, що вимагало його частої заміни. Живучість ствола досягала 20 тисяч пострілів.
Мінно-торпедне озброєння корабля складалося з двох чотиритрубних 533-мм торпедних апаратів. Для стрільби використовувалися тільки парогазові торпеди типу G7a із зарядом бойової частини — 340 кг ТГА. Дальність ходу торпеди на швидкості 44 вузли становила 6000 м, на 40 вузлах — 8000 м, на 30 вузлах — 14 000 м. Для постановки мін Z6 «Теодор Рідель» мав стаціонарні мінні шляхи, виконані зі сталі швелерного профілю і приварені до палубі електрозварюванням. Штатний боєкомплект становив 60 якірних мін (контактних EMC, магнітних EMF і RMB, протичовнових UMA і UMB) або 80—100 мінних захисників (RB і EMR).
Протичовнове озброєння есмінця складалося з двох типів глибинних бомб WBF і WBG. Боєзапас бомб становив 18 штук, з яких 6 зберігалися на кормових схилах, а решта — в льоху. Пізніше число бомб збільшили до 30—36, а у кормової надбудови стали монтувати по чотири бомбомети.
Для протимінного захисту корабель мав два комплекти параванів-захисників (OGG — нім. Ouer Geleit Gerate). Вони встановлювалися на спеціальний шпірон, що висувався через отвір у форштевні нижче ватерлінії. Ширина протраленої смуги становила 20—25 см.
Корабельна система керування артилерійським вогнем на есмінці включала два артилерійські пости, що розташовувалися на верхньому містку і середньої надбудові. У кожному з них були встановлені 4-метровий стереоскопічний далекомір і стабілізований у двох площинах візир. Система управління зенітним вогнем фактично була відсутня.
Управління торпедною стрільбою здійснювалося з торпедного поста, який знаходився поруч з артилерійським. На крилах містка були встановлені торпедні приціли типу TZA-2 зі стабілізованою оптикою.
Як гідроакустичний засіб на Z6 «Теодорі Рідель» встановлювалася шумопеленгаторна станція GHG (нім. Gruppenhorchgerdt). За розрахунковими даними виявлення шуму торпед мало відбуватися на дистанції у 2000 метрів, а підводного човна — на дистанції 500—700 метрів.

## Історія служби
Після завершення випробувань та прийняття на озброєння Крігсмаріне, Z6 «Теодор Рідель» взяв участь у військово-морських маневрах наприкінці 1937 року. 8 червня 1938 року під час навчання у складі 2-ї дивізії есмінців корабель сів на мілину поблизу острова Гельголанд. Удар сильно пошкодив дно, обидва гвинти і вибив портову турбіну. Корабель був відбуксируваний до Вільгельмсгафена для ремонту. Однак на верфі не змогли повноцінно відремонтувати фундаменти турбіни, і у нього залишалися проблеми з опорними підшипниками, доки у 1943 році на есмінець не встановили нову турбіну. У жовтні 1938 року «Теодор Рідель» супроводжував у поході до Середземного моря важкий крейсер «Адмірал граф Шпее», де вони відвідали Віго, Танжер та Сеуту, перш ніж повернутися додому. З лютого до серпня 1939 року есмінець тривало ремонтувався у Вільгельмсгафені.
З початком Другої світової війни Z6 «Теодор Рідель» разом з однотипними кораблями здійснювали постановку мінних полів у Німецькій бухті. У жовтні він патрулював Скагеррак з інспекційними перевірками нейтральних перевезень на наявність контрабанди. Згодом діяв у складі груп есмінців, що займалися постановкою мін біля британського узбережжя.
22 лютого Z6 «Теодор Рідель» та есмінці Z3 «Макс Шультц», Z-1 «Леберехт Маасс», Z4 «Ріхард Бітцен», Z13 «Еріх Келлнер» і Z16 «Фрідріх Еккольдт» вирушили до Доггер-банки для перехоплення британських риболовецьких суден в операції «Вікінгер». По дорозі флотилія була помилково атакована бомбардувальником Heinkel He 111 з 26-ї бомбардувальної ескадри. Z-1 «Леберехт Маасс» був уражений принаймні однією бомбою, втратив рульове управління і переламався навпіл, потонувши, втративши 280 людей екіпажу. Під час рятувальних зусиль Z3 «Макс Шультц» натрапив на міну і затонув з втратою всього свого екіпажу у 308 осіб. Гітлер наказав провести розслідування причин катастрофи, комісія дійшла висновку, що обидва кораблі були затоплені бомбами He 111. Командування Крігсмаріне не попередило свої есмінці про те, що Люфтваффе в той час проводить протикорабельне патрулювання, а також не повідомив Люфтваффе про те, що його есмінці перебуватимуть у морі в цьому районі. Післявоєнні дослідження довели, що один або обидва німецькі есмінці підірвалися на британських мінах, встановлених есмінцями «Айвенго» та «Інтрепід».

### Норвезька кампанія
У контексті підготовки до операції «Везербюнг» «Теодор Рідель» включили до 2-ї групи, що діяла за планом вторгнення до Норвегії. Завданням групи було транспортувати 138-й гірсько-піхотний полк 3-ї гірсько-піхотної дивізії для захоплення Тронгейму разом з важким крейсером «Адмірал Гіппер». 6 квітня кораблі почали завантажувати війська, а наступного дня відплили. «Теодор Рідель» та Z8 «Бруно Гайнеманн» і Z5 «Пол Якобі» перевозили по одній роті гірських військ, яким було поставлено завдання захопити форти, що захищали вхід до Тронгейм-фіорду. Зважаючи на ефект раптовості проведення операції, німецькі кораблі змогли без особливих труднощів висадити свої війська, які швидко захопили форти. 10 квітня після відходу «Адмірала Гіппера» для захисту порту «Теодор Рідель» затягнули на піщану мілину, перетворивши на імпровізовану нерухому артилерійську та торпедну батарею.
Наступного дня німецькі сили, що закріпилися на норвезькому берегу, атакували дев'ять торпедоносців «Сордфіш» з авіаносця «Ф'юріос». Британські пілоти були дуже здивовані, побачивши, як торпеди спрацьовували, не досягаючи корабля, в результаті удару по піщаних мілинах. Через 10 днів, після успішного виконання завдання, німецький есмінець зняли з мілини та відбуксирували в Тронгейм для ремонту. Тут «Теодор Рідель» став першим німецьким есмінцем, на який був встановлений пошуковий радар FuMO 21. Паралельно один комплект торпедних апаратів був демонтований з корабля та переданий на сушу для посилення місцевої берегової оборони біля Агденесу. 7 червня робота була закінчена, і «Теодор Рідель» вирушив до Вільгельмсгавена на капітальний ремонт.
9 вересня есмінець вийшов у похід до французького Бреста, на нове місце базування. У ніч з 28 на 29 вересня корабель поставив мінне поле в затоці Фалмут, на якому в підсумку затонуло п'ять суден сумарною водотоннажністю 2026 GRT. 5 листопада 1940 року через постійні проблеми з одним з рушиїв есмінець повернувся до Вільгельмсгафена на ремонт, який тривав до 9 серпня. Через три дні після ремонту він вирушив до Норвегії, але наразився на необізнаний риф, унаслідок удару дно Z6 «Теодора Ріделя» було пробито у семи відсіках і обидва карданних вали заклинило. Корабель відбуксували до Бергена для тимчасового ремонту, а потім до Кіля, де ремонт тривав до 10 травня 1942 року.
11 червня «Теодор Рідель» вийшов до берегів Норвегії, де його включили до групи з чотирьох есмінців, призначених для супроводу лінкора «Тірпіц» в операції «Рессельшпрунг», спланованої Крігсмаріне атаки на арктичний конвой PQ 17. 2 липня кораблі відплили з Тронгейма, однак три есмінці з ескорту «Тірпіца», включаючи «Теодора Ріделя», в умовах темряви та сильного туману сіли на мілину і були змушені повернутися назад для ремонту. Зважаючи на факт, що важкий крейсер «Лютцов», також цього дня сів на мілину, незабаром операцію скасували. «Теодор Рідель» був тимчасово відремонтований у Тронгеймі, а 25 липня вчергове відправлений до Німеччини для серйозного ремонту.

### Бій у Баренцевому морі
30 грудня 1942 року важкі крейсери «Лютцов» та «Адмірал Гіппер» у супроводі шести есмінців, у тому числі Z6 «Теодор Рідель», вийшли з Нарвіка для проведення операції «Регенбоген» — напад на конвой JW 51B, що за даними німецької розвідки, йшов з Лох Ю до радянського Мурманська й мав лише легкі сили ескорту. Для проведення операції виділялася оперативна група німецького флоту у складі важкого крейсера «Адмірал Гіппер», «кишенькового» лінкора «Лютцов» і шести есмінців. За планом віцеадмірала Оскара Кумметца німецькі сили ділилися навпіл: одне угруповання з крейсером «Адмірал Гіппер», есмінцями Z4 «Ріхард Бейтцен», Z16 «Фрідріх Еккольдт» та Z29 мало атакувати конвой з півночі, відволікаючи головні сили ескорту на себе. Потім друге угруповання — крейсер «Лютцов» та три есмінці — Z30, Z6 «Теодор Рідель» та Z31 — атакували б незахищені транспортні судна конвою з півдня.
Британський есмінець «Обд'юрет», виконуючи бойове завдання з супроводження, першим наразився на німецькі бойові кораблі. Незважаючи на довгий і наполегливий обстріл конвою, британці, не втративши жодного транспортного судна конвою, зуміли відбити атаку німців. У морському бою з боку британського флоту загинули ескадрений міноносець «Акейтіз» та тральщик «Бремблі». Німецький флот втратив есмінець Z16 «Фрідріх Еккольдт», який вогнем корабельних гармат знищили британські крейсери «Шеффілд» і «Джамайка», котрих німці в сутінках помилково прийняли за власні крейсери. Перш ніж німецькі капітани зрозуміли свою помилку, британці відкрили по ним щільний вогонь. «Фрідріх Еккольдт», що йшов першим, отримав влучення у центр корпусу і затонув менш, ніж за дві хвилини; на ньому загинув весь екіпаж у 340 або 341 особу. Z4 «Ріхард Бейтцен» вислизнув без пошкоджень. Ця сутичка відвернула британські крейсери і вони втратили контакт з крейсером «Адмірал Гіппер», який повним ходом йшов на схід.
На початку лютого 1943 року «Теодор Рідель» супроводжував мінний загороджувач «Бруммер», коли той ставив мінне поле поблизу острова Кильдин у Баренцовому морі. Наступного місяця він з Z5 «Пол Якобі» та Z20 «Карл Гальстер» вийшов на острів Ян-Маєн, де 31 березня мав зустрінутися з проривачем блокади «Регенсбургом». Німецькі есмінці шукали його кілька днів, перш ніж через суворі погодні умови не були змушені повернутися до порту. Але німецьке командування не знало, що напередодні 30 березня, «Регенсбург» був перехоплений і потоплений британським крейсером «Глазго».
У вересні корабель брав участь в операції «Цитронелла», доставивши війська 349-го гренадерського полку 230-ї піхотної дивізії для знищення норвезьких об'єктів на острові Шпіцберген разом з лінкорами «Тірпіцем» та «Шарнгорст» у супроводі восьми інших есмінців.
«Теодор Рідель» супроводжував конвої в Скагерраку та його околицях, поки на початку грудня не повернувся до Німеччини для нового капітального ремонту.
Після того, як капітальний ремонт був завершений у червні 1944 року, есмінець повернувся до виконання своїх обов'язків у Скагерраку, хоча ремонт, необхідний після чергової пожежі у котельні в серпні, вимагав тривалого ремонту в Осло. 18 листопада 1944 року корабель у черговий раз зазнав аварію, цього разу він наразився на мол у данському Фредеріксгавні. Лише 7 січня 1945 року він повернувся до строю. «Теодор Рідель» залишався у Південній Норвегії та Данії, поки його не відправили до Балтійського моря для допомоги в евакуації військ та населення з півострову Гель. 5 травня, розвантаживши біженців у Копенгагені, він здійснив черговий похід до Гелі і 7 травня повернувся до Копенгагена. Через три дні екіпаж здався союзникам у Кілі.

### Післявоєнний час
Корабель, нині під британським командуванням з членами німецького екіпажу на борту, був капітально відремонтований у Вільгельмсгафені у червні 1945 року, поки визначалася його подальша доля. Наприкінці 1945 року есмінець спочатку відправили до Великої Британії, а в середині січня наступного року він вийшов до Росайта. Тим часом, через протести Франції їй передали «Теодора Ріделя» та ще три есмінці. 4 лютого 1946 року кораблі були офіційно передані в Шербурі і Z6 «Теодор Рідель» перейменований на «Клебер» на честь французького генерала Жана-Батиста Клебера.
31 серпня-10 вересня «Клебер» пройшов невеликий ремонт, а потім у період з 28 жовтня по 21 грудня здійснив навчальний похід до Бордо. 31 жовтня під час цього плавання він врятував екіпаж вугільника SS France-Hélène. У 1947 році корабель був зарахований до 1-ї дивізії великих есмінців і отримав номер вимпела T03. В кінці того ж року есмінець супроводжував французький підводний човен «Доріс» до Лондондеррі, повернувшись до Шербура 25 листопада.
«Клебер» був реконструйований у 1948-51 рр. У ході проведених робіт його міст був розширений, оригінальну легку зенітну зброю замінили на шість поодиноких 40-міліметрових гармат «Бофорс», п'яту 127-мм гармату демонтували, а також встановили американські радари.
20 грудня французький есмінець вийшов у похід з Шербура на свою нову базу в Тулоні, до складу 3-ї дивізії есмінців Середземноморського флоту. Протягом наступних двох років корабель здійснював численні походи у Середземному морі, відвідував порти Французької Північної Африки. У жовтні 1953 року «Клебер» повернули до Шербура, а 20 грудня вивели до резерву. 1957 році стан корабля пройшов оцінку, за висновками якої його корпус виявився в дуже поганому стані. 10 квітня колишній німецький есмінець вивели з бойового складу французького флоту, а наступного року його розібрали на брухт у Руані.